# Кай, Борух Рувимович
Борух (Борис) Рувимович Кай (1885, Полтава —1964, Полтава) — украинский советский медик, доктор медицины.

## Биография
После окончания гимназии, отправился на учебу в Германию. Выпускник Галльского университета 1908 года, там же получил научную степень доктора медицины.
Вернувшись на родину, с 1922 года стал одним из организаторов системы здравоохранения Полтавской губернии. Основал туберкулезный диспансер и до начала Великой Отечественной войны был главным врачом, руководителем этого лечебного учреждения. В годы войны в эвакуации работал начальником военного госпиталя в городе Белебей.
Вернувшись после войны в Полтаву, продолжал работать главным врачом тубдиспансера.
Похоронен в Полтаве на еврейском кладбище.
За достижения в области организации здравоохранения был награждён орденом Ленина.